# Tim Immers
Pour les articles homonymes, voir Immers.
Tim Immers, né le 25 avril 1971 à Haarlem, est un acteur, animateur de télévision et chanteur néerlandais.

## Filmographie

### Téléfilms
- 1992-2018 : Goede tijden, slechte tijden : Mark de Moor
- 1997-2001 : Onderweg naar Morgen : Ravi Wertheimer

## Animation
- 1994-1996 : De Rabo Top 40 : Présentateur
- 2001-2005 : Yorkiddin (nl) :  Présentateur
- 2006 : House Vision (nl) :  Présentateur
- 2008-2011 : TV Makelaar (nl) : Présentateur

## Discographie

### Singles
- 1996 : Liever dan lief (sorti le 6 avril 1996)
- 1996 : Roze bril (sorti le 31 août 1996)
- 1997 : Vliegen zonder vleugels (sorti le 2 août 1997)